# Cantharis rufa
Cantharis rufa is een keversoort uit de familie van de soldaatjes (Cantharidae). De wetenschappelijke naam werd gepubliceerd in 1758 door Carl Linnaeus in de tiende editie van Systema naturae.

## Kenmerken
De kever heeft een lichaamslengte van 8,5 tot 10 millimeter. De kop en het halsschild zijn lichtrood gekleurd; de dekvleugels (elytra) zijn geelbruin. Het pronotum is breed en rond, maar niet halfrond zoals bij de vergelijkbare Cantharis livida. Bovendien zijn aan de zijkant de achterste hoeken van het pronotum te zien. De antennes zijn helderrood, maar aan de uiteinden donkerder dan aan de basis. De poten zijn geel. Af en toe verschijnen individuen waarin donkere vlekken te zien zijn achter de samengestelde ogen, of waarin de dijbenen van het middelste en achterste paar poten, of de hele poten, donker gekleurd zijn, of waarin een “M”-vormig teken verschijnt. Op het pronotum is een donkere vlek te zien.

## Verspreiding
De soort komt voor in vrijwel heel Europa en ook ten noorden van de poolcirkel en op de Britse eilanden. In het oosten strekt hun verspreidingsgebied zich uit tot Siberië. Ze zijn te vinden van laaglanden tot laaggebergtegebieden. Ze komen veel voor en zitten vaak op korenaren.